# Lars Ytting Bak
Lars Ytting Bak (Silkeborg, 16 de enero de 1980) es un ciclista danés que fue profesional entre 2002 y 2019.

## Trayectoria
En 2002 se convirtió en profesional en el Team Fakta donde corrió con Allan Johansen. En 2004 se marcharon al Bank Giro Loterij, donde consiguió su primera victoria como profesional. El 13 de octubre de 2019 disputó su última carrera como profesional en la París-Tours para ya retirarse del ciclismo tras diecinueve temporadas como profesional y con 39 años de edad. Aun así, se mantuvo en el equipo NTT Pro Cycling como director deportivo.
Su mayor éxito fue la victoria en la 12.ª etapa del Giro de Italia 2012.

## Palmarés
| 2000(como amateur) - 1 etapa del Triptyque des Monts et Châteaux 2004 - 1 etapa del Tour de Luxemburgo 2005 - Campeonato de Dinamarca en Ruta - Tour del Porvenir, más 1 etapa - París-Bourges - 3.º en el Campeonato de Dinamarca Contrarreloj 2007 - Campeonato de Dinamarca Contrarreloj - 1 etapa del Tour de Valonia | 2008 - Campeonato de Dinamarca Contrarreloj 2009 - Campeonato de Dinamarca Contrarreloj - 1 etapa del Eneco Tour 2010 - 2.º en el Campeonato de Dinamarca en Ruta 2012 - 1 etapa del Giro de Italia - Gran Premio de Fourmies |

## Resultados en Grandes Vueltas y Campeonatos del Mundo
| Carrera              | Carrera              | 2002  | 2003 | 2004 | 2005 | 2006 | 2007 | 2008 | 2009 | 2010  | 2011  | 2012 | 2013  | 2014 | 2015 | 2016  | 2017  | 2018  | 2019  |
| -------------------- | -------------------- | ----- | ---- | ---- | ---- | ---- | ---- | ---- | ---- | ----- | ----- | ---- | ----- | ---- | ---- | ----- | ----- | ----- | ----- |
|                      | Giro de Italia       | —     | Ab.  | —    | —    | —    | —    | —    | 16.º | —     | 127.º | 72.º | 95.º  | 56.º | 90.º | Ab.   | 118.º | 106.º | —     |
|                      | Tour de Francia      | —     | —    | —    | —    | —    | —    | —    | —    | —     | 154.º | 96.º | 108.º | 82.º | 37.º | 173.º | 123.º | —     | 147.º |
|                      | Vuelta a España      | —     | —    | —    | —    | 21.º | —    | —    | —    | 156.º | —     | —    | —     | —    | —    | —     | —     | —     | —     |
| Mundial en Ruta      | Mundial en Ruta      | 125.º | —    | Ab.  | 39.º | 74.º | Ab.  | Ab.  | Ab.  | 76.º  | 32.º  | —    | —     | —    | 45.º | Ab.   | —     | —     | —     |
| Mundial Contrarreloj | Mundial Contrarreloj | —     | —    | —    | —    | —    | 36.º | 19.º | 13.º | —     | —     | —    | —     | —    | —    | —     | —     | —     | —     |

—: no participa

Ab.: abandono

## Equipos
- Team Fakta (2001[5] -2003)
- Bankgirolotrij (2004)
- Team CSC (2005-2009)
  - Team CSC (2005-2007)
  - Team CSC-Saxo Bank (2008)
  - Team Saxo Bank (2009)
- Team HTC-Columbia (2010-2011)
  - HTC-Highroad (2011)
- Lotto (2012-2018)
  - Lotto Belisol Team (2012)
  - Lotto-Belisol (2013-2014)
  - Lotto Soudal (2015-2018)
- Dimension Data[6] (2019)